# Briec
Briec, dawniej Briec-de-l'Odet, bret. Brieg, to miejscowość i gmina we Francji, w regionie Bretania, w departamencie Finistère.
Według danych na rok 1990 gminę zamieszkiwało 4546 osób, a gęstość zaludnienia wynosiła 67 osób/km² (wśród 1269 gmin Bretanii Briec plasuje się na 100. miejscu pod względem liczby ludności, natomiast pod względem powierzchni na miejscu 26.).